# نوط الرافدين
نوط المعارف هو نوط صدر بموجب النظام المرقم 28 في 29 يونيو، 1955. بموافقة مجلس وزراء العراق . وهو على نوعين، فضي للدرجة الأولى، وبرونزي للدرجة الثانية. ويمنح للذي يؤدي خدمات خاصة للحكومة العراقية. يُمنح بإرادة ملكية.

## شكله
حددت المادة الثالثة من نظام نوط الرافدين رقم (28) لسنة 1955 شكله:
ا – القطر 15 مليمترا وطول كل جناح 10 مليمترات وعلى وجه الدائرة الامامي التاج الملكي العراقي بارزا وعلى الوجه الخلفي منها عبارة " فيصل الثاني 1375 هـ " بالخط الثلثي. وفوق الجناح الاعلى قطعة معدنية تدخل فيها حلقة يعلق بها الشريط.
ب – الشريط الحريري متماوج عرضه 35 مليمترا يتالف من الالوان الاتية :
للمدني – الوسط اخضر بعرض 16 مليمترا يليه من كل من الجانبين اللون الاسود بعرض 3.5 مليمترات ثم تليهما الحاشية باللون الاخضر على عرض 6 مليمترات.

## إلغاؤه
بموجب المادة 33 - ثالثاً -- جـ - ورابعاً - ز من قانون الأوسمة والأنواط رقم 95 لسنة 1982، أُلغي النظام.